# Stazione di Ōdoro
La stazione di Ōdoro (大土呂駅?, Ōdoro-eki) è una fermata ferroviaria della città di Fukui, nella prefettura omonima in Giappone. La stazione è gestita dalla JR West e serve la linea principale Hokuriku).

## Linee
JR West
■ Linea principale Hokuriku

## Struttura
La fermata è costituita da due marciapiedi laterali con due binari passanti, collegati da passerella.
| Lato stazione | ■ Linea principale Hokuriku | per Tsuruga e Maibara |
| Lato campagna | ■ Linea principale Hokuriku | per Fukui e Kanazawa  |

## Stazioni adiacenti
| 《                        | Servizio                  | 》                        |
| Linea principale Hokuriku | Linea principale Hokuriku | Linea principale Hokuriku |
| ------------------------- | ------------------------- | ------------------------- |
| Kita-Sabae                | Locale                    | Echizen-Hanandō           |
| Il Rapido non ferma       |                           |                           |